# ヨハネス8世 (ローマ教皇)
ヨハネス8世（Ioannes VIII, 820年? - 882年12月16日）は、ローマ教皇（在位：872年 - 882年）。教会慣用名はヨハネ。

## 人物略歴
西暦820年ころ、ローマに生まれる。長年助祭長を務め、ニコラウス1世とハドリアヌス2世から信頼を置かれた。教皇登位はハドリアヌス2世死後の872年12月14日で、この時52歳であった。
ローマ市民だけの協力によってサラセン人（イスラム教徒）の攻撃からローマを守った。9世紀における最も有能な教皇のうちの1人と考えられており、この後レオ9世が登場するまでの約200年において教皇権が最後の輝きをみせた時期のローマ教皇であった。
ヨハネス8世はサラセン人のイタリア侵入対策としてローマ皇帝ルートヴィヒ2世に援助を要請、死後は王権に対する教皇権の優位を保持しようとして、875年に西フランク王シャルル2世に対して皇帝戴冠をおこなった。877年にシャルル2世が亡くなると甥の東フランク王カールマンに援助を求めたが実現せず、881年にはカールマンの弟の東フランク王カール3世を皇帝に戴冠した。しかし、その目的は充分には達せられなかった。
東方教会（正教会）との関係にも苦慮、869年から870年まで開催された第4コンスタンティノポリス公会議ではコンスタンティノープル総主教フォティオス1世の追放が決められ、前教皇ハドリアヌス2世も同意していたが、ヨハネス8世は879年から880年に再び開催されたコンスタンティノポリス公会議でフォティオス1世の復帰を認め、正教会との関係は良好になったが東への影響が弱まった。一方、メトディオスのスラヴ人伝道を支援したが、ローマでは立場が不安定で、反対派貴族を破門したこともあった（その中には後の教皇フォルモススも含まれていた）。
そうした情勢の最中にローマ貴族の抗争に巻き込まれ、882年12月16日に暗殺された。年代記によるとヨハネス8世は毒を盛られた上で撲殺されたと言われ、犯人は教会内の何者かと言われているが不明。次の教皇はマリヌス1世が選出、暗殺容疑をかけられたフォルモススは無罪放免にされた。